# Chandler (Indiana)
Pour les articles homonymes, voir Chandler.
Chandler est une municipalité située dans le comté de Warrick, dans l’État de l'Indiana, aux États-Unis. Lors du recensement de 2020, elle comptait 3 693 habitants.